# Verein für Leibesübungen von 1899 1962-1963
Questa voce raccoglie le informazioni riguardanti il Verein für Leibesübungen von 1899 nelle competizioni ufficiali della stagione 1962-1963.

## Stagione
Nella stagione 1962-1963 l'Osnabrück, allenato da Emil Izsó, concluse il campionato di Oberliga nord al 7º posto.

## Rosa
| N. |                     | Ruolo | Calciatore        |
| -- | ------------------- | ----- | ----------------- |
|    | Germania (bandiera) | P     | Horst Borcherding |
|    | Germania (bandiera) | P     | Karl-Heinz Schelp |
|    | Germania (bandiera) | D     | Hannes Altenkirch |
|    | Germania (bandiera) | D     | Walter Bulik      |
|    | Germania (bandiera) | D     | Erwin Türk        |
|    | Germania (bandiera) | D     | Dieter Willmann   |
|    | Germania (bandiera) | C     | Helmut Bensmann   |
|    | Germania (bandiera) | C     | Manfred Deters    |
|    | Germania (bandiera) | C     | Rolf Ernst        |

| N. |                     | Ruolo | Calciatore         |
| -- | ------------------- | ----- | ------------------ |
|    | Germania (bandiera) | C     | Reinhard Haseldiek |
|    | Germania (bandiera) | C     | Klaus Iwanzik      |
|    | Germania (bandiera) | C     | Rudolf Kuhlmann    |
|    | Germania (bandiera) | C     | Helmut Spielmeyer  |
|    | Germania (bandiera) | C     | Walter Wiethe      |
|    | Germania (bandiera) | C     | Karl Heinz Wöbker  |
|    | Germania (bandiera) | A     | Peter Beckmann     |
|    | Germania (bandiera) | A     | Udo Lattek         |

## Organigramma societario
Area tecnica
- Allenatore: Emil Izsó
- Allenatore in seconda:
- Preparatore dei portieri:
- Preparatori atletici:
- Analisi video:

## Calciomercato

### Sessione estiva
| Acquisti | Acquisti       | Acquisti          | Acquisti |
| R.       | Nome           | da                | Modalità |
| -------- | -------------- | ----------------- | -------- |
| A        | Peter Beckmann | Concordia Amburgo |          |
| A        | Udo Lattek     | VfR Wipperfürth   |          |

| Cessioni | Cessioni        | Cessioni  | Cessioni |
| R.       | Nome            | a         | Modalità |
| -------- | --------------- | --------- | -------- |
| A        | Manfred Paschke | Wuppertal |          |

## Risultati

### Oberliga nord

#### Girone di andata
| Arbitro: | D. Basedow |

|  |           |               |
|  | Marcatori | 80’ Haseldiek |

| Arbitro: | E. Sturm |

|                             |           |                  |
| Ernst 60’ (rig.) Deters 81’ | Marcatori | 27’, 40’ Buchner |

| Arbitro: | E. Schäfer |

|  |           |              |
|  | Marcatori | 32’ Beckmann |

| Arbitro: | E. Sturm |

|                |           |  |
| Lattek 9’, 47’ | Marcatori |  |

| Arbitro: | W. Link |

|          |           |                 |
| Witt 44’ | Marcatori | 41’, 80’ Lattek |

| Arbitro: | D. Basedow |

|            |           |                          |
| Lattek 50’ | Marcatori | 20’ Zebrowski 83’ Schütz |

| Arbitro: | Schulenburg |

|           |           |           |
| Mrosla 7’ | Marcatori | 65’ Ernst |

| Arbitro: | H. Herden |

|             |           |  |
| Iwanzik 61’ | Marcatori |  |

| Arbitro: | G. Höger |

|                                 |           |               |
| Lattek 22’, 79’ Türk 41’ (rig.) | Marcatori | 49’ Saalfrank |

| Arbitro: | W. Link |

|                              |           |            |
| Fritzsche 7’, 15’ Reuter 72’ | Marcatori | 40’ Lattek |

| Arbitro: | E. Skuballa |

|                    |           |             |
| Ernst 41’ Türk 86’ | Marcatori | 45’ Neumann |

| Arbitro: | W. Spiewak |

|               |           |  |
| Bornemann 11’ | Marcatori |  |

| Arbitro: | Daniel |

|                    |           |                                        |
| Somann 9’ Pape 48’ | Marcatori | 23’, 72’ Iwanzik 42’ Deters 82’ Lattek |

| Arbitro: | W. Zimmermann |

|                                 |           |  |
| Türk 17’ Iwanzik 41’ Lattek 76’ | Marcatori |  |

| Arbitro: | G. Pooch |

|                                      |           |  |
| Voß 43’ Howind 65’ Wöbker 87’ (aut.) | Marcatori |  |

#### Girone di ritorno
| Arbitro: | K. Picker |

|          |           |  |
| Bäse 31’ | Marcatori |  |

| Arbitro: | H. Lutz |

|            |           |                                  |
| Lattek 53’ | Marcatori | 13’ Seeler 76’ Dörfel 77’ Reuter |

| Arbitro: | Schulenburg |

|  |           |            |
|  | Marcatori | 38’ Lattek |

| Arbitro: | D. Basedow |

|                      |           |                                  |
| Lattek 55’ Bulik 75’ | Marcatori | 10’ Greif 35’ Koll 79’ Martinsen |

| Arbitro: | H. Lutz |

|                                         |           |                                                       |
| Göhrke 7’ (aut.) Ernst 23’ Bensmann 85’ | Marcatori | 43’ (rig.), 67’ Ulatowski 49’, 80’ Pape 55’ Wendlandt |

| Arbitro: | W. Höfel |

|           |           |                 |
| Ulsaß 75’ | Marcatori | 50’, 61’ Lattek |

| Arbitro: | R. Seekamp |

|              |           |              |
| Bensmann 65’ | Marcatori | 22’ Planetta |

| Lubecca 10 febbraio 1963 23ª giornata               | Lubecca   | 1 – 0 referto | Osnabrück | Stadion an der Lohmühle (4 500 spett.) |
| \| \| \| \| \| Wöbker 30’ (aut.) \| Marcatori \| \| |           |               |           |                                        |
|                                                     |           |               |           |                                        |
| Wöbker 30’ (aut.)                                   | Marcatori |               |           |                                        |

| Arbitro: | G. Höger |

|                        |           |                              |
| Lattek 26’ Iwanzik 35’ | Marcatori | 8’, 58’ Rylewicz 74’ Wodniok |

| Arbitro: | W. Spiewak |

|                                  |           |            |
| Jung 13’ Zebrowski 40’ Meyer 43’ | Marcatori | 33’ Lattek |

| Arbitro: | H. Lutz |

|                          |           |                 |
| Iwanzik 18’ Bensmann 70’ | Marcatori | 50’, 88’ Haecks |

| Arbitro: | H. Herden |

|                                            |           |                         |
| Winkelmann 53’ Kuschenberg 75’ Hufgard 79’ | Marcatori | 24’ Lattek 51’ Kuhlmann |

| Arbitro: | J. Redelfs |

|                             |           |  |
| Beckmann 3’, 47’ Lattek 30’ | Marcatori |  |

| Arbitro: | G. Pooch |

|                      |           |  |
| Bayerl 45’ Junke 46’ | Marcatori |  |

| Arbitro: | E. Skuballa |

|  |           |            |
|  | Marcatori | 72’ Agurew |

## Statistiche

### Statistiche di squadra
| Competizione  | Punti | In casa | In casa | In casa | In casa | In casa | In casa | In trasferta | In trasferta | In trasferta | In trasferta | In trasferta | In trasferta | Totale | Totale | Totale | Totale | Totale | Totale | DR |
| Competizione  | Punti | G       | V       | N       | P       | Gf      | Gs      | G            | V            | N            | P            | Gf           | Gs           | G      | V      | N      | P      | Gf     | Gs     | DR |
| ------------- | ----- | ------- | ------- | ------- | ------- | ------- | ------- | ------------ | ------------ | ------------ | ------------ | ------------ | ------------ | ------ | ------ | ------ | ------ | ------ | ------ | -- |
| Oberliga nord | 28    | 15      | 6       | 3       | 6       | 28      | 24      | 15           | 6            | 1            | 8            | 16           | 22           | 30     | 12     | 4      | 14     | 44     | 46     | -2 |
| Totale        | 28    | 15      | 6       | 3       | 6       | 28      | 24      | 15           | 6            | 1            | 8            | 16           | 22           | 30     | 12     | 4      | 14     | 44     | 46     | -2 |

### Andamento in campionato
| Giornata  | 1 | 2 | 3 | 4 | 5 | 6 | 7 | 8 | 9 | 10 | 11 | 12 | 13 | 14 | 15 | 16 | 17 | 18 | 19 | 20 | 21 | 22 | 23 | 24 | 25 | 26 | 27 | 28 | 29 | 30 |
| --------- | - | - | - | - | - | - | - | - | - | -- | -- | -- | -- | -- | -- | -- | -- | -- | -- | -- | -- | -- | -- | -- | -- | -- | -- | -- | -- | -- |
| Luogo     | T | C | T | C | T | C | T | C | C | T  | C  | T  | T  | C  | T  | T  | C  | T  | C  | C  | T  | C  | T  | C  | T  | C  | T  | C  | T  | C  |
| Risultato | V | N | V | V | V | P | N | V | V | P  | V  | P  | V  | V  | P  | P  | P  | V  | P  | P  | V  | N  | P  | P  | P  | N  | P  | V  | P  | P  |
| Posizione | 6 | 5 | 5 | 4 | 3 | 4 | 3 | 3 | 3 | 3  | 3  | 3  | 3  | 3  | 3  | 4  | 4  | 4  | 4  | 5  | 5  | 5  | 6  | 6  | 6  | 6  | 7  | 6  | 7  | 7  |

Legenda:

Luogo: C = Casa; T = Trasferta. Risultato: V = Vittoria; N = Pareggio; P = Sconfitta.

### Statistiche dei giocatori
| H. Altenkirch  | 26 | 0  | 0 | 0 |
| P. Beckmann    | 15 | 3  | 0 | 0 |
| H. Bensmann    | 17 | 3  | 0 | 0 |
| H. Borcherding | 0  | 0  | 0 | 0 |
| W. Bulik       | 27 | 1  | 0 | 0 |
| M. Deters      | 26 | 2  | 0 | 0 |
| R. Ernst       | 23 | 4  | 0 | 0 |
| R. Haseldiek   | 24 | 1  | 0 | 0 |
| K. Iwanzik     | 27 | 6  | 0 | 0 |
| R. Kuhlmann    | 17 | 1  | 0 | 0 |
| U. Lattek      | 30 | 19 | 0 | 0 |
| K. Schelp      | 30 | 0  | 0 | 0 |
| H. Spielmeyer  | 5  | 0  | 0 | 0 |
| E. Türk        | 24 | 3  | 0 | 0 |
| W. Wiethe      | 11 | 0  | 0 | 0 |
| D. Willmann    | 24 | 0  | 0 | 0 |
| K. Wöbker      | 4  | 0  | 0 | 0 |